# Ramon Dyer
Ramon Dyer (Baton Rouge, 18 giugno 1984) è un ex cestista statunitense, professionista nella NBDL e in Europa.